# Charles Allston Collins

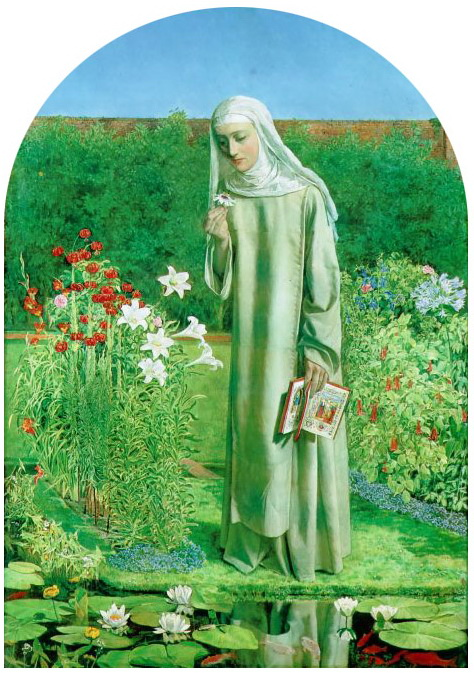
Convent Thoughts, 1851

Charles Allston Collins (ur. 25 stycznia 1828 w Hampstead, zm. 9 kwietnia 1873 w Londynie) – angielski malarz i pisarz związany z prerafaelitami.
Urodził się w londyńskiej dzielnicy Hampstead, w rodzinie malarza Williama Collinsa (1788–1847), twórcy pejzaży i scen rodzajowych. Jego starszy brat, Wilkie Collins, był powieściopisarzem. Charles studiował w Royal Academy Schools w Londynie. Początkowo uprawiał malarstwo akademickie i znajdował się pod wpływem Williama Etty. W 1850 zaprzyjaźnił się z Johnem Everettem Millais’m, który zainteresował go twórczością prerafaelitów. Pomimo poparcia Millais’go, inni członkowie Bractwa nie wyrazili zgody na przyjęcie go w swoje szeregi. Niemniej młody artysta przez pewien czas współpracował z Millais’m i Williamem Huntem. Był zakochany bez wzajemności w siostrze Rossettiego, Marii Francesce. Jego twórczość z tego okresu była bardziej ascetyczna i surowa, niż pozostałych członków Bractwa. Collins był człowiekiem znerwicowanym i zakompleksionym, istnieją wzmianki, że stale miał problemy emocjonalne. Ciężko przeżywał krytykę, do sztuki zniechęciło go m.in. złe przyjęcie obrazu Convent Thoughts, który był wystawiony w Royal Academy w 1851.
W latach 50. XIX wieku Charles Collins porzucił malarstwo i zajął się literaturą. Jego najbardziej znanym dziełem był zbiór esejów The Eye Witness z 1860. Napisał też trzy powieści Strathcairn (1864), The Bar Sinister (1864) i At The Bar (1866).
W 1860 artysta ożenił się z córką Karola Dickensa, Kate. Małżeństwo było nieudane i bezdzietne, Kate chciała uzyskać separację, jednak pod wpływem ojca zrezygnowała. Collins zmarł na raka żołądka w 1873, został pochowany na Brompton Cemetery w Londynie.